# ブラジル高原
ブラジル高原（ブラジルこうげん、葡: Planalto Brasileiro）は、ブラジルの主に東部から南部にかけてまたがり、その国土面積の半分以上を占める広大な高原である。ブラジルの人口の大部分がこの地域や隣接する狭い海岸沿いに集中している。

## 地形
高原の西部にて、世界最大級の湿地であるパンタナルとはおよそ200メートルの崖によって隔てられている。高原南部でのパラナ川周辺では、造山運動によりできた傾斜の柔らかい地層が風化して残ったケスタが見受けられる。また、まばらではあるがダイヤモンドや金といった鉱物資源も分布している。

## 気候と植生
熱帯収束帯が南緯20度線まで南下するため、ブラジル高原の気候は概してサバナ気候であるが、標高が高い南部では温帯夏雨気候である。
植生は主に海岸沿いの大西洋岸森林と内陸部のカンポ・セハード（またはセラードとも）と呼ばれるサバナに大別されうる。大西洋岸森林は乾季がないかあるいは短期間の湿潤がある地域である。また、高い生物多様性を有しおよそ2万種の植物が存在している（そのうち約8,000種はこの地域にしか分布していない）。カンポ・セハードは冬の乾燥が激しいサバナ気候であり、こちらもおよそ4,400種の固有種を含む約1万種の植物が存在する多様性のある地域である。木が少なく草本が多いカンポ・スージョ（campo sujo）、草本に加えて5メートル以下の低木があるカンポ・セハード（campo cerrado）、林冠が連続しない3〜8メートルほどの低木と草本が茂る狭義のセラード、10メートル以上の高木が林冠を形成し森林となっているセラドン（cerradao）の4種の景観が境界を持たず連続的に広がり、広義のセラードを構成している。

## 環境破壊
高原における開発はアマゾン熱帯雨林のそれと併せて、BRICSの一角をなすブラジルの経済成長に寄与してきた一方、森林破壊や土壌侵食などの環境問題も多く引き起こしてきた。特に、大西洋岸森林の開発は16世紀にまでさかのぼり、現在ではその多くが消失してしまった。
セラードにおける開発は1970年代に始まり、ダイズ生産のための農地が急速に拡大していった。ブラジルのダイズ生産量はアメリカ合衆国に次ぐ世界第2位となり（2017年現在）、今や世界の食糧庫としての役割を担っているが、それと引き換えにセラードの豊かな植生を喪失し土壌侵食による土地の劣化をもたらした。土壌侵食とは降水などで地表面の土壌が流出し荒廃することであるが、回復のためには長時間を要し、植生が戻らないことや生産力も落ちてしまうといった悪影響が多い。高原にとともに広がる熱帯性土壌（ラテライト）は侵食しやすく、熱帯の多雨がこれに拍車をかける。これを防止しようと等高線に沿った耕作や盛土の導入がなされたが、その効果は限定的なものとなっている。また、アマゾン地域と比べるとセラード保護に向けた動きや保護区の面積も小さいため、対策が急務となっている。